# Sváb (település)
Sváb (szlovákul: Dolná Ves, németül: Schwabendorf) község Szlovákiában, a Besztercebányai kerületben, a Garamszentkereszti járásban.

## Fekvése
Körmöcbányától 4 km-re, délre fekszik.

## Története
A települést 1429-ben említik először, amikor a kamarától Körmöcbánya birtokába jutott. 1450-ben 25 bányászcsalád lakta. 1601-ben 24 ház állt a településen. 1828-ban 25 házában 240 lakos élt, akik főként mezőgazdasággal, erdei munkákkal és bányászattal foglalkoztak. A falu önállóságát csak 1888-ban nyerte vissza.
Bars vármegye monográfiája szerint „Sváb, a körmöczbányai hegyekben fekvő tót kisközség, 294 róm. kath. és ág. ev. vallású lakossal. XV. századbeli német telepes község, melyet Zsigmond király 1429-ben Körmöczbányának ad zálogba. Akkoriban Schwabenhof néven van említve, de később már Schwabendorf lett a neve. Mindvégig Körmöczbánya város maradt az ura. Templom nincsen a községben. Postája, távirója és vasúti állomása Körmöczbánya."
A trianoni békeszerződésig Bars vármegye Garamszentkereszti járásához tartozott.
Lakói ma főként Garamszentkereszt és Körmöcbánya üzemeiben dolgoznak.

## Népessége
| Év:            | 1994. | 2004.   | 2014.   | 2024.   |
| -------------- | ----- | ------- | ------- | ------- |
| Emberek száma: | 242   | 227     | 235     | 234     |
| Eltérés:       |       | -6,19 % | +3,52 % | -0,42 % |

| Év:            | 2023. | 2024.   |
| -------------- | ----- | ------- |
| Emberek száma: | 231   | 234     |
| Eltérés:       |       | +1,29 % |

1910-ben 354, túlnyomórészt szlovák anyanyelvű lakosa volt.
2001-ben 241 lakosából 236 szlovák volt.
2011-ben 243 lakosából 209 szlovák volt.

## Nevezetességei
- Római katolikus temploma a 19. század elején épült klasszicista stílusban, 1830-ban bővítették.

## Külső hivatkozások
- E-obce.sk Archiválva 2008. február 19-i dátummal a Wayback Machine-ben
- Községinfó
- Sváb Szlovákia térképén